# بوتینو (مینیاپولیس)
بوتینو (به انگلیسی: Bottineau) یک منطقهٔ مسکونی در ایالات متحده آمریکا است که در مینیاپولیس واقع شده‌است. بوتینو ۱٬۶۵۶ نفر جمعیت دارد.